# Sacred Love
| 전문가 평가          | 전문가 평가 |
| 총 점수              | 총 점수     |
| 출처                 | 점수        |
| -------------------- | ----------- |
| 메타크리틱           | 66/100      |
| 평가 점수            |             |
| 출처                 | 점수        |
| Allmusic             | [ 3 ]       |
| Entertainment Weekly | B−          |
| Mojo                 | [ 2 ]       |
| PopMatters           | [ 5 ]       |
| Q                    | [ 2 ]       |
| Rolling Stone        | [ 6 ]       |

《Sacred Love》는 영국의 음악가 스팅의 일곱 번째 스튜디오 음반이다. 이 음반은 2003년 9월 29일에 발매되었다. 이 음반은 힙합 아티스트 메리 J. 블라이즈와 시타르 연주자 아누슈카 샹카르와 협업한 더 매끄러운 R&B 스타일의 비트와 실험을 특징으로 했다. 〈Inside〉와 〈Dead Man's Rope〉 같은 일부 곡들은 호평을 받았으며, 스팅은 새로운 사운드, 특히 록에 더 큰 영향을 받은 〈This War〉를 실험했다.

## 배경
스팅과 메리 J. 블라이즈의 협업곡인 〈When I Say Your Name〉은 2004년 제46회 그래미 어워드에서 보컬과 함께한 최고의 팝 콜라보레이션 상을 수상했다. 첫 번째 싱글 〈Send Your Love〉는 그래미 어워드에서 최고의 남성 팝 보컬 퍼포먼스 부문 후보에 올랐지만 저스틴 팀버레이크의 〈Cry Me a River〉에게 패배했다.
2015년 8월, 밀렌 파르메르와 스팅은 〈Stolen Car (Take Me Dancing)〉에서 듀엣으로 활동하며 파르메르의 열 번째 스튜디오 음반인 《Interstellaires》의 리드 싱글로 발매했다. 이 곡은 더 애비너가 프로듀싱했다.

## 곡 목록
모든 곡들은 특별한 언급이 없는 한 스팅과 키퍼에 의해 작사/작곡하였다.
| #   | 제목                                                  | 작사·작곡               | 재생 시간 |
| --- | ----------------------------------------------------- | ----------------------- | --------- |
| 1.  | 〈Inside〉                                            |                         | 4:46      |
| 2.  | 〈Send Your Love (Feat. 빈센트 아미고)〉              | 스팅, 키퍼, 빅터 칼데론 | 4:38      |
| 3.  | 〈Whenever I Say Your Name (Feat. 메리 J. 블라이즈)〉 |                         | 5:25      |
| 4.  | 〈Dead Man's Rop〉                                    |                         | 5:44      |
| 5.  | 〈Never Coming Home〉                                 | 스팅, 키퍼, BT          | 4:58      |
| 6.  | 〈Stolen Car (Take Me Dancing)〉                      |                         | 3:55      |
| 7.  | 〈Forget About the Future〉                           |                         | 5:12      |
| 8.  | 〈This War〉                                          |                         | 5:29      |
| 9.  | 〈The Book of My Life (Feat. 아누슈카 샹카르)〉       |                         | 6:14      |
| 10. | 〈Sacred Love〉                                       |                         | 5:43      |

## 인증
| 국가                                                  | 인증     | 판매량/출하량 |
| ----------------------------------------------------- | -------- | ------------- |
| 캐나다 (뮤직 캐나다)                                  | 플래티넘 | 100,000^      |
| 체코                                                  | —        | 10,000        |
| 프랑스 (SNEP)                                         | 골드     | 100,000*      |
| 독일 (BVMI)                                           | 골드     | 100,000^      |
| 헝가리 (MAHASZ)                                       | 골드     | 10,000^       |
| 일본 (RIAJ)                                           | 골드     | 92,053        |
| 네덜란드 (NVPI)                                       | 골드     | 40,000^       |
| 러시아 (NFPF)                                         | 플래티넘 | 20,000*       |
| 스위스 (IFPI 스위스)                                  | 플래티넘 | 40,000^       |
| 영국 (BPI)                                            | 골드     | 100,000^      |
| 미국 (RIAA)                                           | 플래티넘 | 1,000,000^    |
| 요약                                                  |          |               |
| 유럽 (IFPI)                                           | 플래티넘 | 1,000,000*    |
| 전 세계                                               | —        | 2,500,000     |
| *판매량을 기반으로 한 인증 ^출하량을 기반으로 한 인증 |          |               |